# Рани Падмини
Падмини, также известная как Падмавати, — легендарная индийская царица (Рани) XIII—XIV веков. Она упоминается в ряде источников XVI века, из которых самым ранним является «Падмават» — эпическая поэма, написанная Маликом Мухаммадом Джаяси в 1540 году.
Текст Джаяси следующим образом описывает легенду о ней: Падмавати была принцессой сингальского королевства (Шри-Ланка) и славилась исключительной красотой. Ратан Сингх, раджпутский правитель крепости Читтор, услышал о её красоте от говорящего попугая по имени Хираман. После приключений и испытаний он добился её руки и забрал с собой в Читтор. Ратан Сингх был схвачен и заключён в тюрьму Ала ад-Дином Хильджи, султаном Дели. Пока Ратан Сингх находился в заточении, царь Кумбхалгарха Девпал влюбился в красавицу Падмавати и сделал ей предложение. После своего возвращения в Читтор Ратан Сингх вступил в поединок с Девпалом, в котором они оба погибли. Ала ад-Дин Хильджи осадил Читтор, чтобы заполучить Падмавати. Перед лицом неминуемого поражения Падмавати и другие женщины Читтора совершили обряд самосожжения джаухар, таким образом защитив свою честь и не дав Ала ад-Дину добиться своей цели. В то же время раджпутские мужчины погибли, сражаясь на поле боя.
Многие другие письменные и устные версии легенды о ней существуют в индуистских и джайнских традициях. Они отличаются от сюжета суфийского поэта Джаяси. Например, Ратан Сингх погибает, сражаясь при осаде Читтора Ала ад-Дином Хильджи, после чего Падмини совершает джаухар. В этих версиях она характеризуется как индуистская царица раджпутов, защищавшая свою честь от Делийского захватчика. С годами она стала рассматриваться как историческая фигура и описывалась в различных романах, пьесах, телесериалах и фильмах. Однако, несмотря на факт осады Ала ад-Дином Хильджи в 1303 году, многие современные историки сомневаются в подлинности легенд о Падмини.

## Версии легенды
Сохранилось несколько текстов XVI века, предлагающих различные версии легенды о Рани Падмини. Самых ранним из которых является «Падмават» Малика Мухаммада Джаяси, написанный на языке авадхи в 1540 году, первоначальная версия которого вероятно использовала персидское письмо. В записях XIV века мусульманских придворных историков, описывающих завоевание Читтора Ала ад-Дином Хильджи в 1302 году, Рани Падмини не упоминается. Джайнские тексты XIV—XVI веков (Набинандан Дженудхар, Читай Чаритра и Райан Сехра) упоминали её. Различные легенды о ней, существовавшие в устной традиции с 1500 года и позже, пересказывались на различных языках и развивались с течением времени. Впоследствии появилось множество литературных произведений, рассказывающих легенду о Падмавати, которые можно разделить на четыре основные категории:
Версии на персидском и урду
С XVI по XIX век появилось 12 переводов и версий поэмы Джаяси «Падмават» на персидском языке и урду. Ещё больше работ на урду появилось в XX веке, все они придерживались традициям любовной поэзии Джаяси.
Раджпутские баллады
В 1589 году Хемратан создал произведение «Гора Бадал Падмини Чаупаи», первую раджпутскую версию легенды, представив её как «истинную историю». С XVI по XVIII век на территории современного Раджастхана под покровительством местных правителей появилось ещё больше раджпутских версий сказания о Падмавати. В отличие от сочинения Джаяси, где доминирует темы ухаживания и брака, в раджпутских версиях главное внимание уделяется защите чести царицы и Читтора от Ала ад-Дина Хильджи.
Версия Джеймса Тода
В 1829—1832 годах Джеймс Тод включил пересказ легенды в свой труд «Историческая хроника и обычаи Раджастхана» (англ. Annals and Antiquities of Rajas'han). Его версия была основана на информации, собранной из устных и текстовых традиций писателей, привлечённых раджпутскими правителями.
Бенгальские версии
Начиная с конца XIX века, когда работы Джеймса Тода достигли Калькутты, столицы Британской Индии, было создано несколько бенгальских версий легенды. Эти бенгальские повествования изображали Падмавати как индуистскую царицу, которая принесла себя в жертву, чтобы защитить свою честь от мусульманского захватчика.
В дополнение к этим различным литературным рассказам в памяти местных общин сохранились многочисленные рассказы о жизни царицы, сохранившиеся благодаря устной передаче. Устные легенды и литературные повествования объединяют одни и те же персонажи и общий сюжет, но они расходятся в деталях. В устных традициях можно найти свидетельства о различных социальных слоях, в то время как повествование в ранних литературных версиях вращается вокруг придворной жизни. Согласно Рамье Шринивасану, устные и письменные легенды о Рани Падмини, вероятно, взаимно дополняли друг друга. Также в зависимости от аудитории или правителя они отличались друг от друга. Так версии, предназначенные для мусульманской публики, рассказывали о завоевании Читтора султанатом Дели Ала ад-Дином Хильджи, в то время как индуистская и джайнская версии уделяли большее вниманию местному сопротивлению султану Дели, иллюстрацией которого служила судьба Падмини.

## Литературные изложения

### «Падмават»
В версии Джаяси Падмавати описывается как дочь Гандхарвсена, правителя островного королевства Сингала (Шри-Ланка). Попугай рассказывает царю Читтора Ратан Сингху о Падмавати и её красоте. Ратан Сингх настолько впечатляется описанием попугая, что отказывается от своего царства, становится аскетом, следует за попугаем, когда птица ведет его через семь морей к островному царству. Там он встречает Падмавати, преодолевает препятствия и рискует жизнью, чтобы завоевать её. Он добивается успеха, женится на ней и привозит её в Читтор, где вновь становится правителем. Ратан Сингх изгоняет ученого-брамина за недостойное поведение, который затем достигает султана Ала ад-Дина и рассказывает ему о прекрасной Падмавати. Султан вторгается в Читтор, жаждя заполучить Падмавати. Ратан Сингх, тем временем, погибает в битве с другим раджпутским правителем. Падмавати совершает обряд самосожжения. Таким образом, Ала ад-Дин добивается военной победы, взяв Читтор, но терпит поражение в достижении своей личной цели.
Эта самая ранняя известная литературная версия, приписываемая Джаяси, год рождения и смерти которого неясны. Он жил во времена правления Бабура, основателя империи Великих Моголов, завоевавшего Делийский султанат. Композиции Джаяси соответствуют суфийским традициям в Индии. Версии, основанные на работе Джаяси о Падмавати и составленные в XVI—XIX веках, выполнены в суфийской традиции. В одной из них принцесса Падмавати подружилась с говорящим попугаем по имени Хираман. Она и попугай вместе изучали Веды, индуистские писания. Её отец возмутился близостью попугая к дочери и приказал убить птицу. Перепуганный попугай попрощался с принцессой и улетел, спасая свою жизнь. Его поймал птицелов и продал брамину в Читторе, который купил его для местного правителя Ратан Сингха, поражённого умением попугая разговаривать.

## Историчность

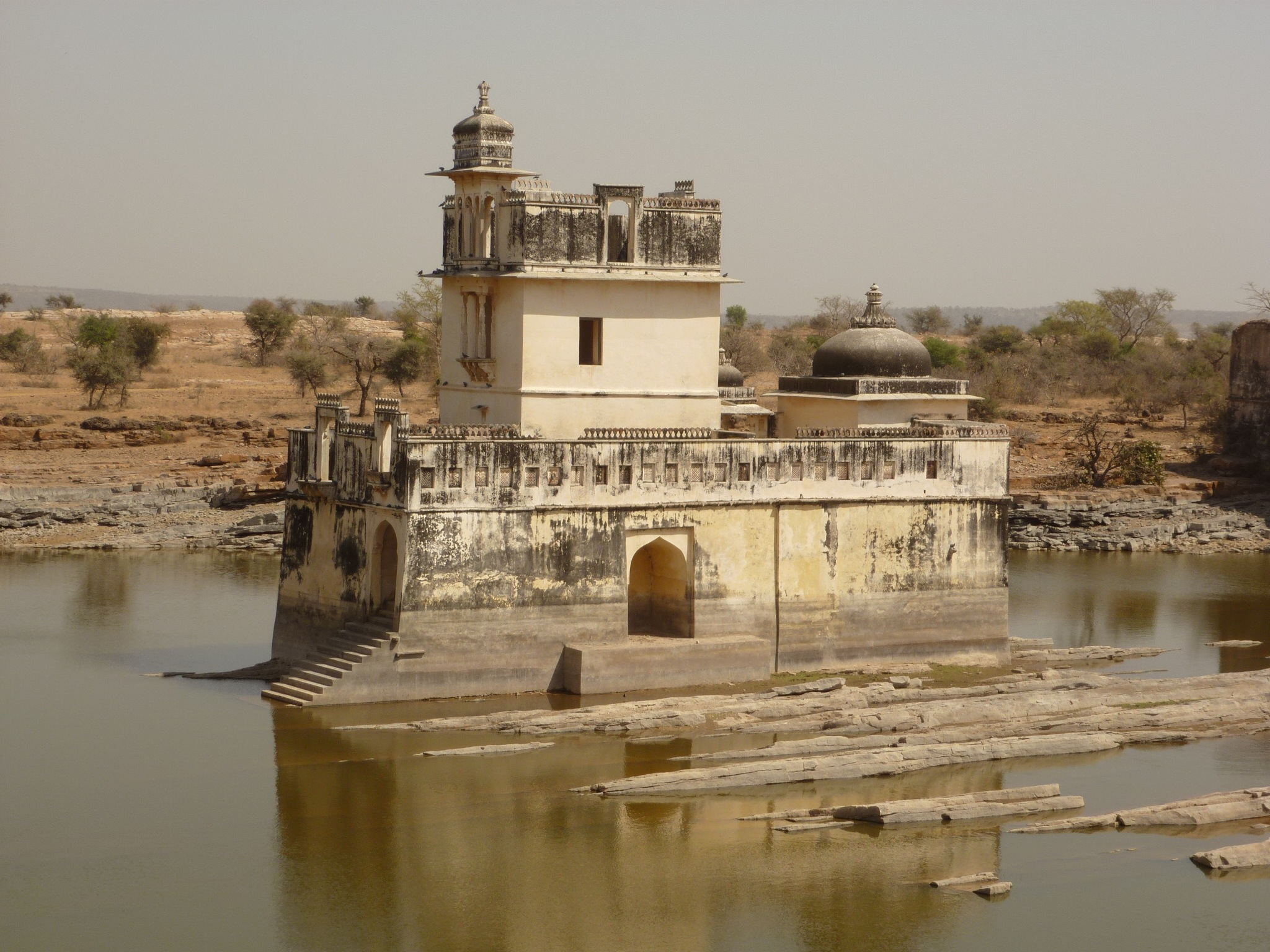
Это здание в Читторгархе считается дворцом Рани Падмини, но оно является более поздним сооружением.

Осада Читторгарха Ала ад-Дином Хильджи в 1303 году является историческим фактом. Тем не менее, она более всего известна в контексте легенды о Падмини, которая не имеет под собой исторической основы.
Самым ранним источником, где упоминается осада Читтора в 1303 году, являются «Сокровища победы» Амира Хосрова Дехлеви, придворного поэта и учёного, сопровождавшего Ала ад-Дина во время его кампании. Хосров не упоминает ни Падмавати, ни Падмини, хотя более поздний переводчик его аллегорического произведения усмотрел в нём аллюзии на Падмини. Амир Хосров также описывал осаду Читтора в своём более позднем романтическом произведении «Дивал Рани Хизр Хан» (около 1315 года), где рассказывается о любви между сыном Ала ад-Дина и принцессой Гуджарата. Но о Падмини он вновь никак не упоминал.
Некоторые историки, такие как Аширбади Лал Шривастава, Дашаратха Шарма и Мухаммад Хабиб усмотрели завуалированную ссылку на Падмини в работе Хосрова «Хаза’ин уль-Футух». Также историк Субимал Чандра Датта отмечал в 1931 году, что Хосров в поэтическом восхвалении своему покровителю по поводу взятия Читтора упоминал птицу «Худхуд», которая в более поздних рассказах появляется как попугай, и утверждал, что «Ала ад-Дин настаивал на сдаче женщины, возможно, Падмини».
Другие историки, такие как Кишори Саран Лал и Калика Ранджан Канунго, поставили под сомнение подобную интерпретацию в виде ссылки на Падмини в работе Амира Хосрова.
Согласно Датте, окончательная историческая интерпретация поэтического произведения Хосрова невозможна. По его мнению маловероятно, что Ала ад-Дин напал на Читтор из-за своей страсти к Падмини, а сделал это по политическим мотивам, также он нападал на другие части региона Мевар. По сообщению Зия-уд-дина Барани в 1297 году котвал Ала ад-Дина посоветовал тому покорить Рантамбор, Читтор, Чандери, Дхар и Удджайн прежде чем отправляться на завоевание мира. Это свидетельствует, что не Падмини была мотивом Ала ад-Дина при начале кампании против Читтора. Кроме того, Мевар давал убежище для людей, восстававших и боровшихся против Ала ад-Дина. Датта утверждает, что есть упоминание о том, что Ала ад-Дин требовал Падмини во время переговоров о капитуляции, что было направлено на унижение непокорного государства раджпутов. Далее, в своём рассказе Хосров внезапно упоминает, что Ала ад-Дин вошёл с ним в крепость, но не приводится никаких подробностей зачем. Затем Хосрова рассказывает о том, что император покрылся «багровым гневом», что привело к тому, что «30 000 индусов были убиты в один день». Хотя работы Хосрова Падмини никак не упоминают, они подтверждают осаду Читтора, жестокую войну и ряд фактов, образующих контекст позднейших литературных произведений о Падмини.